# Acacia lineata
Acacia lineata é uma espécie de leguminosa do gênero Acacia, pertencente à família Fabaceae.